# غابي إسبينو
غابي إسبينو (بالإسبانية: Gaby Espino) من مواليد 26 سبتمبر 1976 بكاراكاس  هي ممثلة تيلينوفيلا وعارضة أزياء فنزويلية شهيرة.

## أعمالها

### أفلام
| السنة | الفيلم                          | الدور          | ملاحضات |
| ----- | ------------------------------- | -------------- | ------- |
| 2005  | La mujer de mi hermano          | لارا - لورا    |         |
| 2006  | ثلاث نقاط                       | ليونورا        |         |
| 2010  | ديابلو                          | مانويلا دافيلا | Video   |
| 2015  | Lusers, los amigos no se eligen |                |         |

### مسلسلات
| السنة     | المسلسل                   | الدور                         | ملاحضات           |
| --------- | ------------------------- | ----------------------------- | ----------------- |
| 1995-1996 | Nubeluz                   | Host / Dalina                 | Venezuelan Season |
| 1997      | A todo corazón            | Natalia                       |                   |
| 1999      | Enamorada                 | Ivana Robles                  |                   |
| 2000      | Amantes de Luna Llena     | Abril Cárdenas                |                   |
| 2001      | Guerra de mujeres         | Yubirí Gamboa                 |                   |
| 2002      | Las González              | Alelí González                |                   |
| 2003      | السعادة المفقودة          | Princesa Izaguirre Zabaleta   |                   |
| 2004      | Luna, la heredera         | Luna Mendoza                  |                   |
| 2005      | Se solicita príncipe azul | María Carlota Rivas           |                   |
| 2006-2007 | Mundo de fieras ‏          | Mariángela Cruz               |                   |
| 2007      | Sin vergüenza ‏            | Renata Sepúlveda              |                   |
| 2008      | تالا (مسلسل)              | ماريانا أندرادي               |                   |
| 2009-2010 | ديابلو (مسلسل)            | مانويلا دافيلا                |                   |
| 2010      | Ojo por ojo               | Alina Jericó de Monsalve      |                   |
| 2013      | الشيطانة المقدسة          | Amanda Braun / Santa Martínez |                   |

## جوائز
| Year | Award                      | Category                    | Nominated Work   | Result |
| ---- | -------------------------- | --------------------------- | ---------------- | ------ |
| 2012 | جوائز برميوس تو موندو      | #MostSocial                 | Gaby Espino      | فائزة  |
| 2013 | Premios Tu Mundo ‏          | I’m Sexy and I Know It      | Gaby Espino      | فائزة  |
| 2013 | Premios Tu Mundo ‏          | Favorite Award of the Night | Gaby Espino      | فائزة  |
| 2013 | Premios People en Español ‏ | Best Actress                | الشيطانة المقدسة | مرشحة  |
| 2013 | Premios People en Español ‏ | ثنائي العام مع (أرون دياز)  | الشيطانة المقدسة | مرشحة  |

## وصلات خارجية
- غابي إسبينو على موقع IMDb (الإنجليزية)
- غابي إسبينو على موقع قاعدة بيانات الأفلام العربية
- غابي إسبينو على موقع ألو سيني (الفرنسية)
- غابي إسبينو على موقع أول موفي (الإنجليزية)
- غابي إسبينو على موقع قاعدة بيانات الفيلم (الإنجليزية)
- غابي إسبينو على موقع كينوبويسك (الروسية)

- غابي اسبينو (Gaby Espino) على موقع الفيلم
- معلومات عن الفنانة الفنزويلية غابي اسبينو
- أعلى 10 بلدان في أجمل الفتيات في العالم
- صور روعة لى غابي اسبينو
- إليكم أجمل 50 شخصية لاتينية